# ساراجالار (آک‌یورت)
ساراجالار (به لاتین: Saracalar) یک منطقهٔ مسکونی در ترکیه است که در اکیورت واقع شده‌است.